# Herbert Maierhofer
Herbert Maierhofer (* 14. August 1956 in Weiz in der Oststeiermark; † 23. Juli 2018 ebenda) war ein österreichischer Künstler und Planer. Sein wohl bekanntestes Bauwerk in Deutschland ist die Kunstraststätte Illertal-Ost.

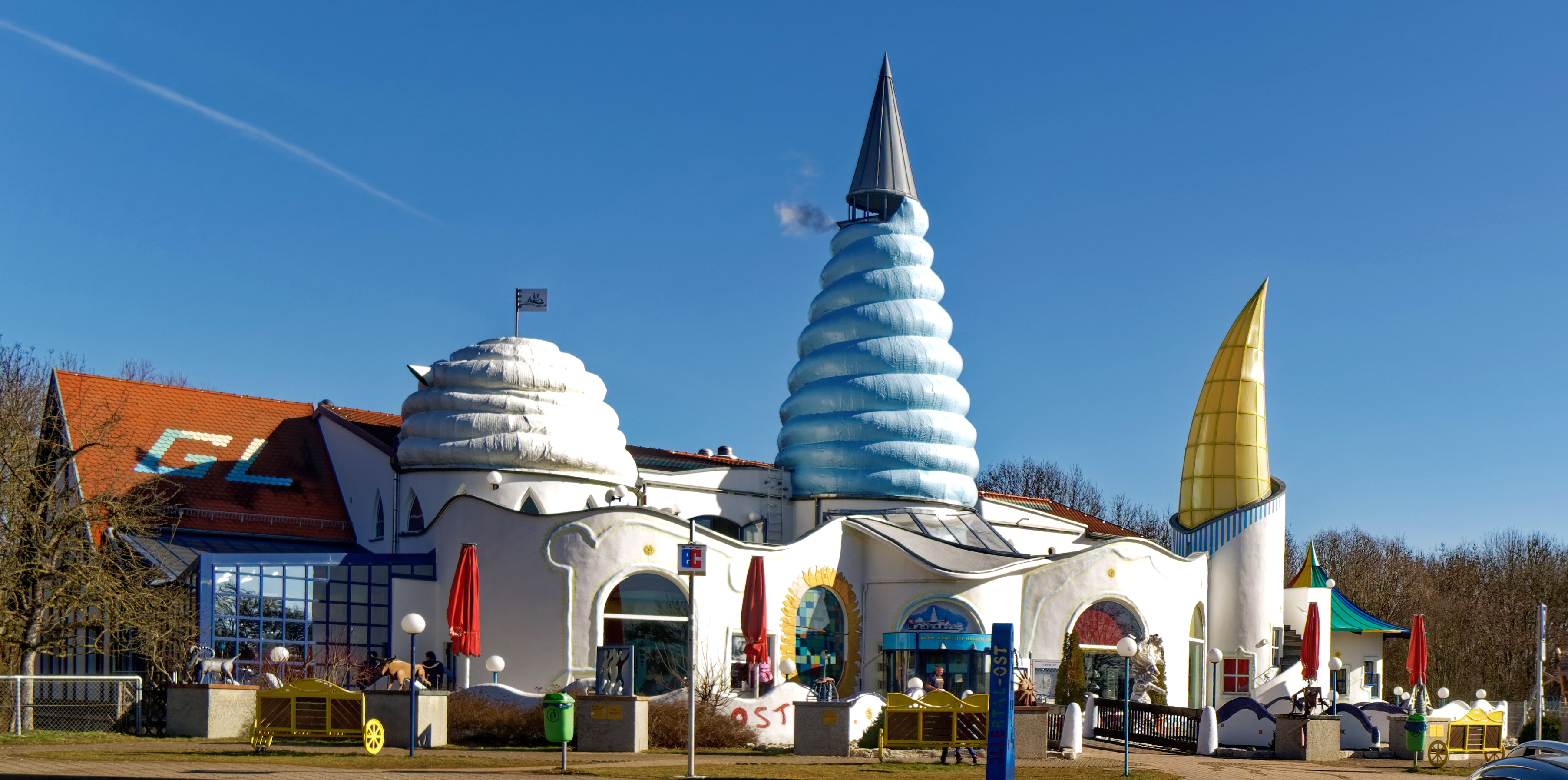
Kunstraststätte Illertal-Ost

## Leben
1976 absolvierte Maierhofer seine Matura am Musisch-pädagogischen Bundesrealgymnasium am Hasnerplatz in Graz und begann anschließend bis 1982 ein Architekturstudium an der dortigen Technischen Universität, wo er unter anderem von Giselbert Hoke unterrichtet wurde. Sein Sohn Alexander-David aus der Ehe mit seiner ersten Frau Margit wurde 1980 geboren. In diesem Jahr ist er auch an der Ausstellung „Aggressionen“ an der Uni Graz mit Aggressionsforscher Friedrich Hacker beteiligt. Nach dem Wechsel an die TU Wien studierte er dort 1983 Photographie und Grafik bei Ingeborg G. Pluhar.
Von 1986 bis 1987 leistet er seinen Zivildienst als Bewährungshelfer im Haftentlassenen-Heim in Wien VI, Sandwirtgasse, ab.
In den darauffolgenden zwei Jahren widmete er sich in seiner Geburtsstadt Weiz der architektonischen Praxis und arbeitete im Planungsbüro Enthaler. 1989 machte er sich selbständig und eröffnete ein Planungsstudio und Atelier für Malerei, Skulpturelle Gestaltung und Architekturdesign in Birkfeld. Sein Sohn Felix-Mathias kam 1992 auf die Welt, dessen Mutter Stilla er 1993 heiratete. Von 1995 bis 1997 ließ er unter dem Titel „Der geomantische Kompass“ die erste deutsche Kunstraststätte (an der Bundesautobahn 7 zwischen Ulm und Memmingen) als Gesamtkunstwerk (Architektur, Einrichtung, künstlerische Ausgestaltung, begehbare Skulptur mit Nutzfunktion inklusive Skulpturenpark/Capricorns) entstehen. Ein weiteres Gesamtkunstwerk, die „Umarmung zweier Galaxien“, eine Arbeit für die Firma ADA in Anger entstand zwischen 1998 und 2000 (Architektur, Einrichtung, künstlerische Ausgestaltung mit insgesamt 33 Gemälden und 5 Skulpturen).
Im Dezember 1999 stiftete Maierhofer im Rahmen einer Vernissage das Original-Bild „ZIRKULARIUM“ aus der Kunstraststätte der Nachsorgeklinik Tannheim. Von 2000 bis 2001 arbeitete er wieder in Deutschland – diesmal in Sachen Kunstcafé, das er für „Art Beck“ in Erlangen erneut als Gesamtkunstwerk realisierte. 2004 befasste sich Maierhofer mit der Gemäldeserie Spiralen, Galaxien, Explosionen und Planeten und ein Jahr später mit Orakel-Paintings und dem Zyklus „Forrest in My Brain“.

## Kunstschaffen und Bauten
- Kunstraststätte Illertal-Ost
- Geschäftshäuser, Restaurants, Banken und Wohnhäuser; vor allem in Österreich.

## Ausstellungen
Einzelausstellungen in Österreich (BILDER UND SKULPTUREN): Galerie Canerie, Graz – Galerie Raika Birkfeld (Gemälde) – Galerie Sparkasse Weiz (Zeichnungen) – Galerie Rathaus Pinkafeld (Objekte u. Gemälde) – Universität Wien (Photographien). 2008 stellte er in der Volksbank Gleisdorf seinen „Bilderberg“ aus – eine Installation, die er zwischen 1995 und 2006 zusammenstellte.